# Larry Butler
Larry Butler (Fairborn, 21 juli 1957) is een Amerikaans darter, die uitkomt voor de WDF. Butler kwam in zijn loopbaan eerder uit voor de BDO en de PDC. Butler wist in 1994 de eerste editie van de World Matchplay op zijn naam te schrijven door in de finale Engelsman Dennis Priestley met 16-12 in legs te verslaan. Dit maakt hem tot nu toe de enige Amerikaan die in Europa een PDC-hoofdtoernooi heeft weten te winnen.
Butler werd in juni 2018 getroffen door een zware hartaanval en werd hiervoor behandeld in het ziekenhuis.

## Resultaten op Wereldkampioenschappen

### BDO
- 1992: Laatste 32 (verloren van Dennis Priestley met 1-3)
- 2016: Laatste 16 (verloren van Glen Durrant met 0-4)

### WDF

#### World Cup
- 1991: Laatste 32 (verloren van Jamie Harvey met 3-4)
- 1993: Laatste 32 (verloren van Russell Stewart met 0-4)
- 2011: Laatste 32 (verloren van Geert De Vos met 3-4)
- 2013: Laatste 16 (verloren van Kevin Burness met 3-4)
- 2015: Kwartfinale (verloren van Ross Montgomery met 3-5)

### PDC
- 1994: Laatste 24-groep: (verloren van Tom Kirby met 1–3 en gewonnen van John Lowe met 3–2)
- 1995: Laatste 24-groep: (gewonnen van Keith Deller met 3–2 en verloren van Kevin Spiolek met 0–3)
- 1996: Kwartfinale (verloren van Jamie Harvey met 0–4)
- 1997: Laatste 24-groep: (verloren van Graeme Stoddart met 1–3 en Alan Warriner-Little met 1–3)

### WSDT (Senioren)
- 2022: Kwartfinale (verloren van Martin Adams met 1-3)
- 2023: Laatste 32 (verloren van Darren Johnson met 2-3)

## Resultaten op de World Matchplay

### PDC
- 1994: Winnaar (gewonnen in de finale van Dennis Priestley met 16-12)
- 1995: Kwartfinale (verloren van Dennis Priestley met 8-11)
- 1996: Laatste 32 (verloren van Peter Evison met 3-8)

### WSDT (Senioren)
- 2022: Laatste 16 (verloren van Lisa Ashton met 4-8)